# Brizoides amabilis
Brizoides amabilis är en insektsart som beskrevs av Ludwig Redtenbacher 1906. Brizoides amabilis ingår i släktet Brizoides och familjen Pseudophasmatidae. Inga underarter finns listade.